# Gary Hicks
Gary Hicks (ur. 24 kwietnia 1969) – amerykański żużlowiec.

## Życiorys
W 1987 zdobył tytuł mistrza Nowej Zelandii na długim torze. Sześciokrotnie zdobył medale indywidualnych mistrzostw Stanów Zjednoczonych: srebrny (1999) oraz pięć brązowych (1986, 1994, 2000, 2002, 2003). Kilkukrotnie startował w eliminacjach indywidualnych mistrzostw świata (najlepszy wynik: VII miejsce w finale amerykańskim, Long Beach 1991).
Startował w lidze brytyjskiej, w barwach klubów z Belle Vue i King’s Lynn.